# Adefagie
Adefagie (starořecky: Ἀδηφαγία) je řecká bohyně a personifikace nestřídmosti. Zmíněna je jen jednou a to proto že jí byl zasvěcen chrám na Sicílii kde byla uctívána spolu s bohyní Démétér.